# Hannes Ametsreiter

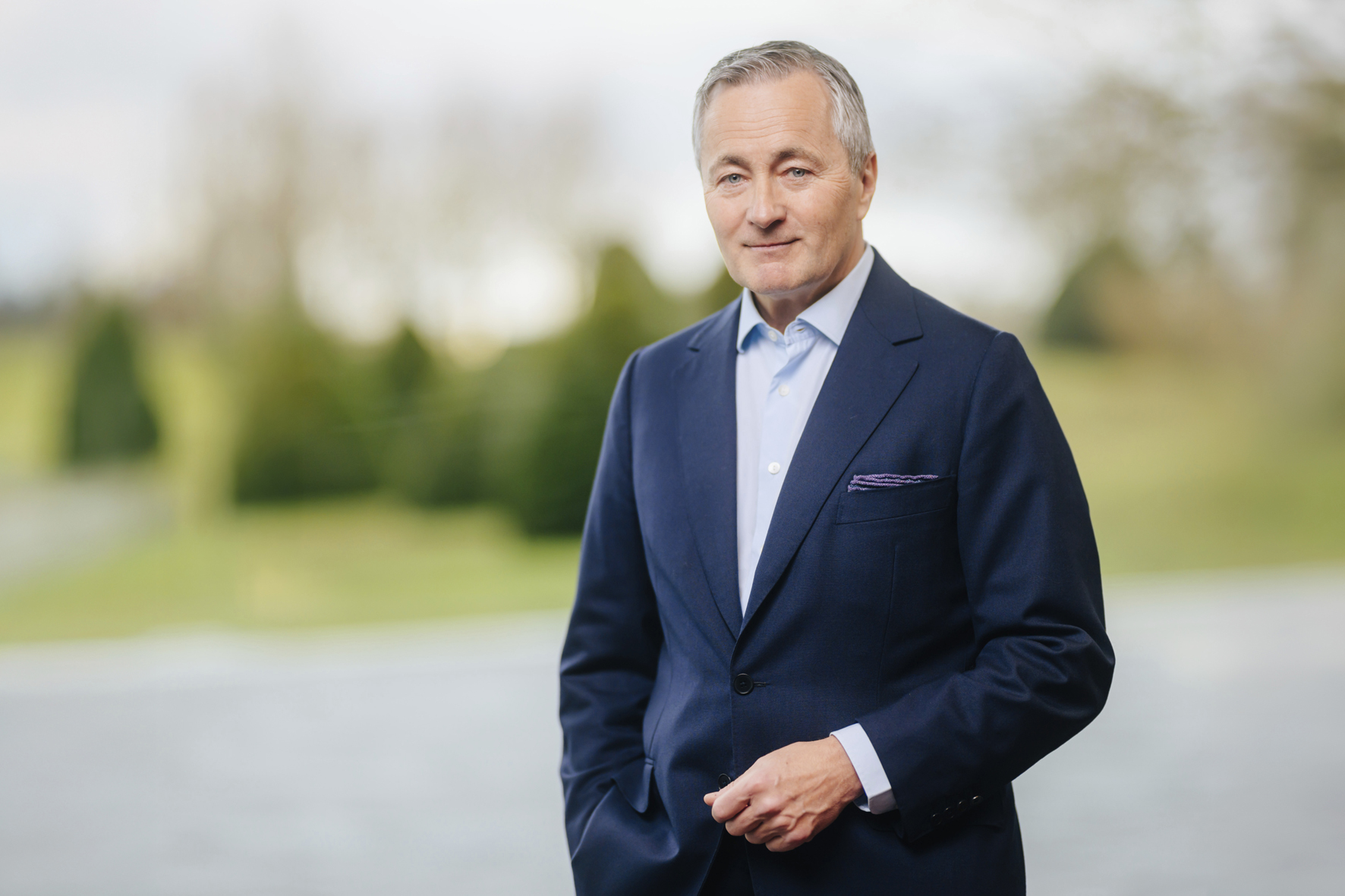
Hannes Ametsreiter (2025)

Johannes „Hannes“ Ametsreiter (* 20. Jänner 1967 in Salzburg) ist ein österreichischer Manager. Er hatte langjährige Führungspositionen in der Telekommunikationsbranche inne, unter anderem als Vorsitzender der Geschäftsführung von Vodafone Deutschland und Vorstandsvorsitzender der A1 Telekom Austria Group. Zuletzt war er Vorstandsvorsitzender der Bertelsmann Stiftung.

## Leben

### Studium
Ametsreiter verbrachte seine Kindheit und Jugend in Salzburg. Nach der Matura strebte er zunächst eine Laufbahn als Sportjournalist an. Dies veranlasste ihn zu einem Studium der Publizistik sowie Kommunikations- und Sportwissenschaften an der Paris-Lodron-Universität in Salzburg. Währenddessen arbeitete Ametsreiter unter anderem als Praktikant in der Pressestelle von UNO-Generalsekretär Pérez de Cuéllar in New York City. Weitere studentische Praktika führten ihn zu Chemie Linz, Messerschmitt Bölkow Blohm und Siemens.
Auf den Abschluss als Master of Arts (M.A.) im Jahr 1991 folgte ein Doktorstudium. Während seines Doktorats begab sich Ametsreiter zu Forschungsarbeiten in die Vereinigten Staaten und nahm zugleich an einem MBA-Programm an der Pepperdine University im US-Bundesstaat Kalifornien teil.
Während seiner beruflichen Tätigkeit bildete er sich im Rahmen von Executive Education an der französischen Wirtschaftshochschule Insead (2011) sowie der Stanford University (2012) und der Harvard Business School (2014) fort.

### Karriere
Ametsreiter begann seine berufliche Laufbahn als Assistant Brand Manager bei Procter & Gamble. Im Rahmen dieser Tätigkeit erlernte er das Marketing-Handwerk und sammelte weitere internationale Erfahrung, etwa in Kairo und London.

#### Mobilkom Austria
1996 wechselte Ametsreiter in das Produktmanagement von Mobilkom Austria, eine Tochtergesellschaft der Telekom Austria. Nach zwei Jahren übernahm er die Leitung dieses Bereichs, der öffentlich durch den Erwerb der Namensrechte an der österreichischen Formel-1-Rennstrecke („A1-Ring“) von sich reden machte.
Ab 2001 war Ametsreiter federführend für Marketing und Vertrieb verantwortlich. In dieser Position rückte er als einer der jüngsten österreichischen Manager auch in den Vorstand von Mobilkom Austria auf. Von 2005 bis 2006 wirkte Ametsreiter als Chief Marketing Officer (CMO) von Mobiltel in Bulgarien. Bei der Übernahme von Mobiltel durch Mobilkom Austria handelte es sich um eine der größten Investitionen in der österreichischen Wirtschaftsgeschichte. Ametsreiter hatte ferner verschiedene Positionen in anderen Auslandsgesellschaften des Konzerns inne. Er galt als Anwärter auf den CEO-Posten der Telekom Austria.

#### A1 Telekom Austria
2006/2007 führte die Telekom Austria eine neue Organisationsstruktur ein, die auch zu Veränderungen im Management führte. Daraufhin übernahm Ametsreiter zusätzlich zum Marketing des Mobilfunkbereichs auch das Marketing des Festnetzbereichs. Ab 2008 führte er als Vorstandsvorsitzender den gesamten Festnetzbereich. Dieser hatte viele Jahre lang kontinuierlich Kunden verloren. Ametsreiter generierte durch die Einführung von Kombipaketen aus Festnetz und Mobilfunk sowie der Entwicklung neuer Produkte wie Internet-TV wieder Wachstum und erreichte so einen Turnaround.
Nach dem Rückzug von Boris Nemsic im Jahr 2009 bestellte der Aufsichtsrat Ametsreiter einstimmig zum Generaldirektor und Vorstandsvorsitzenden der Telekom Austria. Als Chef des Mobilfunk- und Festnetzbereichs sowie der Holding führte er nun alle drei wesentlichen Bereiche der Telekom Austria. Ametsreiter führte diese unter der gemeinsamen Dachmarke A1 Telekom Austria zusammen und setzte auf Kombipakete aus Fernsehen, Internet und Mobilfunk.
Während Ametsreiters Amtszeit stieg América Móvil zum Großaktionär der Telekom Austria auf.

#### Vodafone Deutschland
Im Oktober 2015 rückte Ametsreiter an die Spitze von Vodafone Deutschland. In der Position des Chief Executive Officer (CEO) folgte er auf Jens Schulte-Bockum, der das Unternehmen verlassen hatte. Ametsreiter zog auch in den erweiterten globalen Konzernvorstand („Executive Committee“) der Vodafone Group ein. Dort verantwortet er die strategische Transformation und die Entwicklung neuer digitaler Geschäftsmodelle.
Bei Vodafone Deutschland investierte Ametsreiter in die Infrastruktur und konnte die Finanzkennzahlen verbessern. Das Unternehmen war Vorreiter der 5G-Technik in Europa. Darüber hinaus führte Ametsreiter mit der Integration von Kabel Deutschland und Unitymedia das regional zersplitterte Kabelnetz zusammen, um einen Wettbewerber zum Telekom-Festnetz zu schaffen.
Mitte 2022 folgte ihm Philippe Rogge als CEO von Vodafone Deutschland und Mitglied des Konzernvorstands der Vodafone Group nach. Ametsreiter war daraufhin zunächst als Investor tätig.

#### Bertelsmann Stiftung
Am 1. Januar 2025 übernahm Ametsreiter den Vorstandsvorsitz der Bertelsmann Stiftung. Zum 31. Juli 2025 gab er diese Position auf.

### Familie
Hannes Ametsreiter ist mit Marie-Helene Ametsreiter verheiratet. Seine Frau war ebenfalls für die Telekom Austria tätig und baute als CEO von Vipnet unter anderem das kroatische Mobilfunknetz des Konzerns auf. Heute investiert sie als Partnerin von Speedinvest, einem Venture-Capital-Fond, in Start-up-Unternehmen. Das Paar hat zwei Töchter.

## Mandate
- 2003–2015: Vorsitzender des Aufsichtsrats, Paybox Bank[41] („A1 Bank“)[42]
- 2009–2012: Board Member, GSM Association[43]
- 2013–2015: Non-Executive Director, Wind Hellas[44]
- 2016–2019: Mitglied des Vorstands, Bundesverband der Deutschen Industrie[45]
- 2016–2022: Hauptvorstand, Bundesverband Informationswirtschaft, Telekommunikation und neue Medien[46]
- seit 2020 (aktuell): Mitglied des Innovation Board, Handelsblatt[47]
- seit 2022 (aktuell): Board Member, Telia Company[48]
- seit 2023 (aktuell): Board Member, 1Global[49]

Zudem war Ametsreiter Vorsitzender des Beirats der gemeinnützigen Vodafone Stiftung Deutschland. Diese engagiert sich für Projekte im Bereich der digitalen Bildung. Ametsreiter setzte sich öffentlichkeitswirksam für „Programmieren als Schulfach“ ein. Unter seiner Führung erhielt die Stiftungsarbeit einen größeren Stellenwert bei Vodafone.

## Auszeichnungen
- 2001/2002: Effie in der Kategorie „Marketer of the Year“[53]
- 2008/2009: „Manager des Jahres“ (CMO) der Fachzeitschrift Horizont[54]
- 2011: Big Brother Award, in der Kategorie Business und Finanzen (Negativpreis)
- 2018: Großes Silbernes Ehrenzeichen mit dem Stern für Verdienste um die Republik Österreich[55]

## Publikationen
- Konsum und Kommunikation: Image und Design bestimmen Produkt und Lebensstil dargestellt am Fallbeispiel der Privatbrauerei Sigl. Paris-Lodron-Universität, Salzburg 1994 (Dissertation).
- Die Zukunft ist digital. In: Marcin Kotlowski (Hrsg.): Der digitale Wohlfahrtsstaat. Beiträge zur Überwindung der digitalen Kluft. Echomedia, Wien 2010, ISBN 978-3-902672-25-4.
- Hannes Ametsreiter: Die Vereinigten Digitalstaaten von Europa. In: Thomas Sigmund, Sven Afhüppe (Hrsg.): Europa kann es besser. Wie unser Kontinent zu neuer Stärke findet. Ein Weckruf der Wirtschaft. Herder, Freiburg im Breisgau 2019, ISBN 978-3-451-81690-1.